# ISO 14031
ISO 14031：1999環境管理 - 環境績效評估 - 指引（英文：ISO 14031: 1999 Environmental management - Environmental Performance Evaluation – Guidelines）， 是一项指導環境績效評估的設計和使用，以及環境績效指標的識別和選擇的標準，供所有組織使用，可使用于任何類型，大小，位置和复杂程度。